# موکلیپس (واشینگتن)
موکلیپس (به انگلیسی: Moclips) یک منطقهٔ مسکونی در ایالات متحده آمریکا است که در شهرستان گریز هاربر، واشینگتن واقع شده‌است. موکلیپس ۴٫۶۹ کیلومتر مربع مساحت و ۲۰۷ نفر جمعیت دارد و ۱۳ متر بالاتر از سطح دریا واقع شده‌است.